# Saint-Séverin (Beauce-Centre)
Pour les articles homonymes, voir Saint-Séverin.
Saint-Séverin est une municipalité de paroisse  du Québec située dans la MRC de Beauce-Centre dans la Chaudière-Appalaches.

## Toponymie
Elle est nommée en l'honneur de Séverin du Norique et de l'abbé Édouard-Séverin Fafard, fondateur de la paroisse qu'il dessert de 1864 à 1873.

## Histoire

### Chronologie
- 24 décembre 1875 : Érection de la paroisse de Saint-Sévérin.
- 15 mars 1969 : La paroisse change son nom pour Saint-Séverin.

## Géographie
À partir de son crénon, au nord-est de la municipalité, la rivière Nadeau coule vers l'est.
À partir de son crénon, au sud-ouest de la municipalité, la rivière Lessard coule vers le nord-est. La rivière Beaurivage, qui coule vers le nord, traverse le nord-ouest de la municipalité.
Une partie du lac du Cinq, source de la rivière du Cinq, se situe à la limite sud-ouest de la municipalité. 

## Démographie
| 1881 | 1891 | 1901 | 1911 | 1921 | 1931 | 1941 | 1951 |
| ---- | ---- | ---- | ---- | ---- | ---- | ---- | ---- |
| 924  | 790  | 706  | 647  | 631  | 695  | 808  | 666  |

| 1956 | 1961 | 1966 | 1971 | 1976 | 1981 | 1986 | 1991 |
| ---- | ---- | ---- | ---- | ---- | ---- | ---- | ---- |
| 638  | 516  | 397  | 354  | 318  | 329  | 288  | 288  |

| 1996 | 2001 | 2006 | 2011 | 2016 | 2021 | - | - |
| ---- | ---- | ---- | ---- | ---- | ---- | - | - |
| 272  | 278  | 279  | 266  | 278  | 300  | - | - |

Le recensement de 2011 y dénombre 266 habitants, soit 4,7 % de moins qu'en 2006.

## Administration
Les élections municipales se font en bloc pour le maire et les six conseillers.
| Saint-Séverin Maires depuis 2001                                                                                     |                    |         |          |
| Élection | Maire              | Qualité | Résultat |
| 2001 | Jean-Noël Ouellet  |         | Voir     |
| 2005 | Daniel Perron      |         | Voir     |
| 2009 | Charles Gagnon     |         | Voir     |
| 2013 | Jean-Paul Cloutier |         | Voir     |
| 2017 | Jean-Paul Cloutier | Voir    |          |
| 2021 | René Leduc         |         | Voir     |
| Élection partielle en italique Depuis 2005, les élections sont simultanées dans toutes les municipalités québécoises |                    |         |          |